# Agriș (gmina)
Agriș – gmina w Rumunii, w okręgu Satu Mare. Obejmuje miejscowości Agriș i Ciuperceni. W 2011 roku liczyła 2003 mieszkańców.